# 青春のメロディー 〜フォーク・ベスト40〜 なごり雪
『青春のメロディー 〜フォーク・ベスト40〜 なごり雪』（せいしゅんのメロディー フォーク・ベストよんじゅう なごりゆき）は、2018年6月6日に発売された、フォーク・ニューミュージックのコンピレーション・アルバムである。

## 概要
1970年代のヒット曲を中心にフォークの名曲を集めた40曲入り2枚組コンピレーションアルバム。
ブックレットには全曲の歌詞とギターコードを掲載している。

## 収録曲

### Disc 1
| 曲順 | タイトル                                                                         | アーティスト                   | ジャンル           |
| ---- | -------------------------------------------------------------------------------- | ------------------------------ | ------------------ |
| 1    | なごり雪 （作詞・作曲：伊勢正三） （発売日：1975年11月5日）                      | イルカ                         | ニューミュージック |
| 2    | 神田川 （作詞：喜多条忠／作曲：南こうせつ） （発売日：1973年9月20日）            | かぐや姫                       | フォーク           |
| 3    | 旅の宿 （作詞：岡本おさみ／作曲：吉田拓郎） （発売日：1972年7月1日）             | よしだたくろう                 | ニューミュージック |
| 4    | 花嫁 （作詞：北山修／作曲：はしだのりひこ・坂庭省悟） （発売日：1971年1月10日）  | はしだのりひこ＆クライマックス | フォーク・ロック   |
| 5    | 戦争を知らない子供たち （作詞：北山修／作曲：杉田二郎） （発売日：1971年2月5日） | ジローズ                       | フォーク・ロック   |
| 6    | 君の誕生日 （作詞：山上路夫／作曲：すぎやまこういち） （1973年5月10日）          | ガロ                           | ニューミュージック |
| 7    | わかって下さい （作詞・作曲：因幡晃） （発売日：1976年2月5日）                   | 因幡晃                         | ニューミュージック |
| 8    | サボテンの花 （作詞・作曲：財津和夫） （発売日：1975年2月5日）                   | チューリップ                   | ニューミュージック |
| 9    | ジョニーの子守唄 （作詞：谷村新司／作曲：堀内孝雄） （発売日：1978年6月20日）    | アリス                         | ニューミュージック |
| 10   | 岬めぐり （作詞：山上路夫／作曲：山本コウタロー） （発売日：1974年6月1日）       | 山本コウタロー＆ウィークエンド | ニューミュージック |
| 11   | 夏の少女 （作詞・作曲：南こうせつ） （発売日：1977年6月5日）                     | 南こうせつ                     | ニューミュージック |
| 12   | 時のいたずら （作詞・作曲：松山千春） （発売日：1977年11月25日）                 | 松山千春                       | ニューミュージック |
| 13   | 雨の物語 （作詞・作曲：伊勢正三） （発売日：1977年3月25日）                      | イルカ                         | フォーク           |
| 14   | 今日は雨 （作詞：喜多条忠／作曲：南こうせつ） （発売日：1976年2月5日）           | 南こうせつ                     | ニューミュージック |
| 15   | 想い出まくら （作詞・作曲：小坂恭子） （発売日：1975年5月25日）                  | 小坂恭子                       | ニューミュージック |
| 16   | 精霊流し （作詞・作曲：さだまさし） （発売日：1974年4月25日）                    | グレープ                       | フォーク           |
| 17   | ささやかなこの人生 （作詞・作曲：伊勢正三） （発売日：1976年6月25日）            | 風                             | ニューミュージック |
| 18   | 加茂の流れに （作詞・作曲：南こうせつ） （発売日：1972年4月20日）                | かぐや姫                       | フォーク           |
| 19   | 落陽 （作詞：岡本おさみ／作曲：吉田拓郎） （発売日：1976年9月25日）              | 山田パンダ                     | ニューミュージック |
| 20   | たどりついたらいつも雨ふり （作詞・作曲：吉田拓郎） （発売日：1972年7月5日）     | モップス                       | ニューミュージック |

### Disc 2
| 曲順 | タイトル                                                                             | アーティスト         | ジャンル           |
| ---- | ------------------------------------------------------------------------------------ | -------------------- | ------------------ |
| 1    | 赤ちょうちん （作詞：喜多条忠／作曲：南こうせつ） （発売日：1974年1月10日）          | かぐや姫             | フォーク           |
| 2    | 22才の別れ （作詞・作曲：伊勢正三） （発売日：1975年2月5日）                         | 風                   | フォーク           |
| 3    | 『いちご白書』をもう一度 （作詞・作曲：荒井由実） （発売日：1975年8月1日）           | バンバン             | ニューミュージック |
| 4    | 20歳のめぐり逢い （作詞・作曲：田村功夫） （発売日：1975年9月21日）                  | シグナル             | ニューミュージック |
| 5    | 雨やどり （作詞・作曲：さだまさし） （発売日：1977年3月10日）                        | さだまさし           | ニューミュージック |
| 6    | どうぞこのまま （作詞・作曲：丸山圭子） （発売日：1976年7月5日）                     | 丸山圭子             | ニューミュージック |
| 7    | ふれあい （作詞：山川啓介／作曲：いずみたく） （発売日：1974年7月1日）               | 中村雅俊             | ニューミュージック |
| 8    | 夢一夜 （作詞：阿木燿子／作曲：南こうせつ） （発売日：1978年10月25日）               | 南こうせつ           | フォーク           |
| 9    | 太陽がくれた季節 （作詞：山川啓介／作曲：いずみたく） （発売日：1972年2月25日）      | 青い三角定規         | ニューミュージック |
| 10   | 妹 （作詞：喜多条忠／作曲：南こうせつ） （発売日：1974年5月20日）                    | かぐや姫             | フォーク           |
| 11   | あなた （作詞・作曲：小坂明子） （発売日：1973年12月21日）                           | 小坂明子             | ニューミュージック |
| 12   | 走れコウタロー （作詞：池田謙吉／作曲：池田謙吉・前田伸夫） （発売日：1970年7月5日） | ソルティー・シュガー | フォーク           |
| 13   | 愛する人へ （作詞：岡本おさみ／作曲：南こうせつ） （発売日：1977年1月25日）          | 南こうせつ           | フォーク           |
| 14   | シクラメンのかほり （作詞・作曲：小椋佳） （発売日：1975年11月21日）                 | 小椋佳               | フォーク           |
| 15   | ほおづえをつく女 （作詞・作曲：伊勢正三） （発売日：1976年12月5日）                  | 風                   | ニューミュージック |
| 16   | 風の街 （作詞：喜多條忠／作曲：吉田拓郎） （発売日：1975年6月23日）                  | 山田パンダ           | ニューミュージック |
| 17   | 雨あがりの夜空に （作詞・作曲：忌野清志郎・仲井戸麗市） （発売日：1980年1月21日）    | RCサクセション       | ロック             |
| 18   | 海岸通 （作詞・作曲：伊勢正三） （発売日：1979年4月25日）                            | イルカ               | フォーク           |
| 19   | あの唄はもう唄わないのですか （作詞・作曲：伊勢正三） （発売日：1975年12月10日）     | 風                   | フォーク           |
| 20   | 僕の胸でおやすみ （作詞・作曲：山田パンダ） （発売日：1973年7月1日）                 | かぐや姫             | フォーク           |